# Folly Gyula Mátyás
Dr. Folly Gyula Mátyás (Letenye, 1867. február 24. – Pécs, 1915. január 8.) pécsi orvos, a Zsolnay család háziorvosa és a Zsolnay gyár betegsegélyező pénztárának orvosa. Nevéhez fűződik a Folly Arborétum első növényeinek, csemetéinek telepítése: az 1905-től az egykori cseres-kocsánytalan tölgyes állomány helyére egzótákat ültetett a Kisörsi-hegy oldalába. Olyan fajokat igyekezett összegyűjteni, amelyek jól hasznosítják a Balaton helyi mérséklő klímáját, és jól tűrik a szárazságot is.
Folly Gyula orvosi tanulmányait Budapesten, Bécsben és Párizsban végezte. Pécsett a 8. honvéd huszár ezrednél főorvossá, 1907-ben pedig tiszteletbeli kerületi orvossá nevezték ki. Aktív társadalmi életet élt, állandó megyei esküdt, a Pécsi Korcsolyázó Egylet, a Pécsi Athletikai Club orvosa, Pécsi Orvosegyesület pénztárosa volt. A Mecsek Egylet elnökeként többedmagával kezdeményezte a Mecsek flórájából arra alkalmas helyen gyűjteményes kertet létesítését. A Pécs- Baranyamegyei Kertész-Egylet által szervezett kertészeti kiállítások állandó résztvevője volt, vonzódása a virágok, a kertészet, a dendrológia iránt már korán megmutatkozott.
1898. június 7-én vette feleségül Csigó Erzsébet Elzát (Tapolca-Nemesgulács, 1877. 06.07. – Tapolca, 1954.02.13.), házasságukból 4 gyermek született: Folly Gyula dr., Folly István, Folly Mária, Folly Erzsébet "Baba".